# Ильинка (Рязанская область)
Ильи́нка — село, имеющее статус административного центра Ильинского сельского поселения Скопинского района Рязанской области Российской Федерации.
В селе ныне насчитывается 568 жителей; функционируют две общеобразовательные школы, детский сад, амбулатория, фельдшерско-акушерский пункт, публичная библиотека, почтовое отделение, работает агропромышленное предприятие ООО «Родина» — основным видом деятельности которого является «выращивание зерновых (кроме риса), зернобобовых культур и семян масличных культур», и ещё работают несколько крестьянско-фермерских хозяйств.

## История

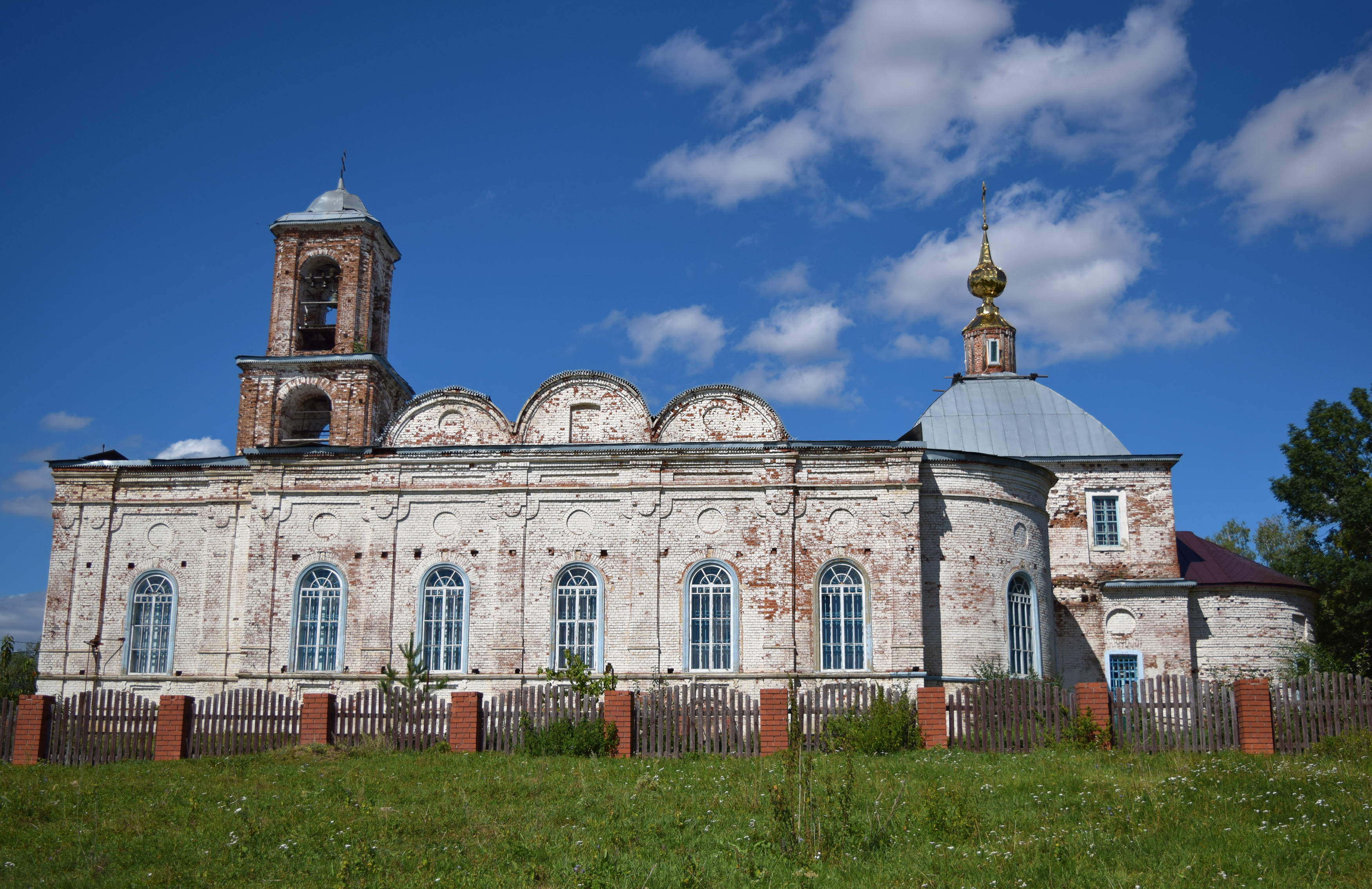
Церковь села Ильинка

Первое упоминание селения относится к первой половине XVI века, на карте того времени оно именуется как «Ильинский погост». Позднее, в других документах, относящихся к началу XVII века оно показано как «Ильинец». Затем, когда в конце XVII века поселение пополнилось значительным числом переселенцев из близлежащего села Вослебово и города Скопина, то в документах 1680—1691 гг. мы встречаем иное название (в двух вариантах): «Вослебовское Ильинское» и «Скопинское Ильинское». В восемнадцатом веке селение закрепилось за Московским княжеством и вновь поменяло своё имя с характерным окончанием для царских вотчин — «Ильинское».
В «Списках населённых мест Российской империи» за 1862 год село упоминается как казённое село «Ильинск» Скопинского уезда Рязанской губернии, в котором насчитывалось 2491 жители и располагались православная церковь и сельское правление. В двадцатые годы XX века село было присоединено к Пронскому уезду и получив в названии новое окончание, характерное соседним селениям: Казинка, Побединка и др., стало именоваться в документах — «Ильинка». Однако, несмотря на это на некоторых современных картах Ильинку по-прежнему, показывают как «Ильинское».

## Сельский храм
Храм в честь Казанской иконы Божией Матери в селе Ильинка был построен и открыт в 1830 году. C приходом советской власти, в 1920-е годы по идеологическим соображениям сельский храм был закрыт, и на протяжении долгого времени приход был бездействующим.
12 ноября 1996 года было принято коллективное решение о воссоздании Прихода и Приходского собрания. Жители села откликнулись на благое дело, собрали деньги на восстановление; вернулись в храм иконы, бережно хранившиеся в семьях односельчан. В результате храм был отремонтирован, реставрирован, вновь освящён и с 4 ноября 1999 года стал действующим. В настоящее время в храме три престола: Казанской иконы Божией Матери, Илии Пророка и святителя Николая Чудотворца.

### Праздники
В селе Ильинском в один день — 4 ноября жители и гости селения отмечают три праздника. Основным считается «козырной праздник» — престольный, главный церковный праздник села, празднуемый в честь зимней Казанской. Одновременно отмечается День народного единства, общегосударственный российский государственный праздник.

## Население
| 1859 | 1897  | 1906  | 2010 |
| ---- | ----- | ----- | ---- |
| 2491 | ↗4006 | ↗4497 | ↘568 |

### Известные уроженцы
- Митрохин, Анатолий Михайлович (1926–2009) — ветеран Великой Отечественной войны и Вооружённых Сил СССР, кандидат исторических наук, доцент, член Союза журналистов России; полковник в отставке.
- Прилепин, Захар (настоящее имя Евгений Николаевич Лавлинский; род. 1975) — русский писатель, филолог, публицист. С 2016 года член Общественного совета при Министерстве культуры Российской Федерации[7].